# Rungia chamaedryoides
Rungia chamaedryoides är en akantusväxtart som beskrevs av Cornelis Eliza Bertus Bremekamp. Rungia chamaedryoides ingår i släktet Rungia och familjen akantusväxter. Inga underarter finns listade i Catalogue of Life.